# Marian Kotleba
Marian Kotleba, né le 7 avril 1977 à Banská Bystrica (Slovaquie centrale), est un homme politique néonazi slovaque. Leader du parti d'extrême-droite Ľudová strana Naše Slovensko, depuis 2015 « Kotleba – Ľudová strana Naše Slovensko » (ĽSNS) (Parti populaire « Notre Slovaquie »), il a été de novembre 2013 à novembre 2017 président de la région de Banská Bystrica.

## Biographie
Marian Kotleba a fait des études secondaires en électronique et informatique au lycée technique Jozef Murgaš avant d'obtenir une licence en pédagogie à la faculté des sciences de l'Université Matej Bel de Banská Bystrica. Il devient enseignant au lycée sportif de Banská Bystrica avant d'en devenir responsable du réseau informatique. Il fait en même temps des études à la faculté de sciences économiques et obtient un master dans cette discipline en 2013.
Parallèlement, il s'engage en politique comme dirigeant du groupuscule ultranationaliste Slovenská pospolitosť – Národná strana (cs) (Communauté slovaque - parti national), dissous par le gouvernement slovaque en 2006 pour incitation à la haine raciale, nationale et religieuse.
En 2009, il se présente comme candidat indépendant aux élections régionales à Banská Bystrica, mais ne recueille que 10,03 % des votes et la 4e place, n'accédant pas au 2e tour. Au moment de manifestations organisées pour le 70e anniversaire de l'indépendance de la République slovaque de Mgr Tiso en 1939, il entonne le cri de ralliement « Na stráž! » (« En garde ! ») de l'État slovaque collaborationniste et des slogans anti-tsiganes et xénophobes, pour lesquels il est interpellé par la police. L'organisation comprenait une branche paramilitaire dont les uniformes étaient copiés sur ceux de la Garde Hlinka (milice collaborationniste pendant la Seconde Guerre mondiale) et qui se distinguait par la violence de ses discours et de ses actions, principalement à l’égard des minorités Roms et juives.
Aux élections législatives slovaques de 2012, son nouveau parti Ľudová strana Naše Slovensko (ĽSNS) ne recueille que 1,58 % des suffrages exprimés.
Aux élections régionales de 2013, il obtient un score de 21,30 % au premier tour et à la surprise générale est élu président de la région de Banská Bystrica au second tour avec 71 397 voix, soit 55,53 % des suffrages exprimés contre 45 % au président sortant social-démocrate Vladimír Maňka,,, avec une participation de seulement 24,6 % des inscrits. Ses positions xénophobes visant la population des Roms, qui représentent 9 % de l'ensemble du pays, ont contribué à son élection.
Aux élections législatives slovaques de 2016, son parti obtient 8 % des voix. Il est inculpé en juillet 2017 pour « promotion de sentiments de sympathie à l'égard d'un mouvement dont l'objectif est d'abolir des droits fondamentaux et des libertés » et risque trois ans d'incarcération.
Il est battu par le candidat indépendant Ján Lunter lors des élections régionales de 2017.
Candidat à l’élection présidentielle de 2019, il obtient 10,6 % au premier tour, arrivant en quatrième position.
En octobre 2020, il est condamné en première instance à quatre ans et quatre mois de prison pour promotion d'un mouvement extrémiste. On lui reproche d'avoir fait usage d'un symbole néonazi en ayant remis des chèques de 1488 € lors d'un événement caritatif en 2017.